# 上村圭一
上村 圭一（うえむら けいいち、1934年8月26日 - 2015年5月1日）は、日本の経営者。

## 経歴
奈良県出身。1956年に大阪府立今宮高等学校在学中に大和ハウス工業に入社。
1970年に取締役に就任し、常務、専務を経て、1980年6月に副社長に就任した。1992年6月に社長に昇格し、1996年6月から1999年6月までに会長を務めた。
社長在任時には、1995年度に売上高1兆円を達成し、阪神・淡路大震災が起きた際には、約1万5千戸の仮設住宅を供給し、建設の陣頭指揮を執った。
2015年5月1日慢性腎不全のために死去。80歳没。